# Народная партия Российской Федерации
Наро́дная па́ртия Росси́йской Федера́ции (НПРФ) — российская политическая партия, существовавшая с декабря 1999 по 2003 как депутатская группа «Народный депутат» и в 2001—2007 гг. как политическая партия.
В Думе четвертого созыва партия занимала второе место по числу мандатов, выигранных в одномандатных округах.

## Общая информация
29 сентября 2001 делегатами депутатской группы «Народный депутат» Государственной думы 3-го созыва была создана «Народная партия Российской Федерации» (НПРФ). Лидером партии был избран Геннадий Райков.
По многомандатному округу на выборах в 2003 году партия получила 1,18 % голосов и в думу не попала. Однако 17 (2-е место) членов партии избраны по мажоритарной системе и присоединились к фракции «Единой России».
29 марта 2004 на съезде лидером был избран Геннадий Гудков.
14 апреля 2007 на V съезде партии было принято решение о самороспуске и слиянии с партией «Справедливая Россия». Лидер Народной партии, депутат Госдумы Геннадий Гудков ещё ранее вступил в «Справедливую Россию», стал членом президиума её центрального совета и вышел из парламентской фракции «Единая Россия».

## «Народный депутат»
«Народный депутат» — депутатская группа в Государственной думе III созыва, созданная в декабре 1999 года. В группу вошли 58 независимых депутатов, избранных исключительно по одномандатным округам. Большинство из этих депутатов в дальнейшем стали членами Народной партии. Группа поддержала практически все инициативы новоизбранного президента России Владимира Путина.